# Mistrovství České republiky v silničním závodu
Mistrovství České republiky v silničním závodu je jednorázový cyklistický závod, který se koná každý rok v červnu v mnoha kategoriích. Vítěz každé z nich se stane mistrem České republiky v silničním závodu v příslušné kategorii a má právo (respektive povinnost) nosit dres národního šampiona ve všech závodech (vyjma časovek), kterých se zúčastní. Úřadujícím šampionem (k roku 2025) je Mathias Vacek z týmu Lidl-Trek a šampionkou Kristýna Burlová z týmu CERATIZIT Pro Cycling Team.

## Muži
| Rok  | Zlato             | Stříbro           | Bronz             |
| 1994 | Lubor Tesař       | Tomáš Sedláček    | Martin Kaňkovský  |
| 1995 | René Andrle       | Tomáš Velecký     | Jaroslav Bílek    |
| 1996 | Ján Svorada       | René Andrle       | František Trkal   |
| 1997 | Jaromír Purmenský | Ondřej Fadrný     | Tomáš Konečný     |
| 1998 | Ján Svorada       | Milan Kadlec      | Ondřej Sosenka    |
| 1999 | Tomáš Konečný     | Milan Kadlec      | František Trkal   |
| 2000 | Miloslav Kejval   | Milos Pejcha      | Michal Kalenda    |
| 2001 | Jaromir Friede    | Jan Faltýnek      | Petr Klasa        |
| 2002 | Ondřej Fadrný     | Tomáš Konečný     | Ondřej Sosenka    |
| 2003 | Lubor Tesař       | Ondřej Fadrný     | Adam Homolka      |
| 2004 | Ondřej Sosenka    | Petr Benčík       | René Andrle       |
| 2005 | Ján Svorada       | Tomáš Bucháček    | Stanislav Kozubek |
| 2006 | Stanislav Kozubek | Petr Pucelik      | René Andrle       |
| 2007 | Tomáš Bucháček    | Tomáš Vokrouhlík  | Petr Benčík       |
| 2008 | Petr Benčík       | Martin Hebík      | Stanislav Kozubek |
| 2009 | Martin Mareš      | Jakub Kratochvíl  | Stanislav Kozubek |
| 2010 | Petr Benčík       | Stanislav Kozubek | Milan Kadlec      |
| 2011 | Petr Benčík       | Leopold König     | Zdeněk Štybar     |
| 2012 | Milan Kadlec      | František Raboň   | Jiří Polnický     |
| 2013 | Jan Bárta         | Martin Bína       | Petr Lechner      |
| 2014 | Zdeněk Štybar     | Petr Vakoč        | Jan Bárta         |
| 2015 | Petr Vakoč        | Leopold König     | František Sisr    |
| 2016 | Roman Kreuziger   | Zdeněk Štybar     | Martin Hunal      |
| 2017 | Zdeněk Štybar     | Josef Černý       | Petr Vakoč        |
| 2018 | Josef Černý       | Jan Bárta         | Jakub Otruba      |
| 2019 | František Sisr    | Tomáš Kalojíros   | Petr Vakoč        |
| 2020 | Adam Ťoupalík     | Zdeněk Štybar     | Petr Vakoč        |
| 2021 | Michael Kukrle    | Dominik Neumann   | Daniel Turek      |
| 2022 | Matěj Zahálka     | Jan Bárta         | Adam Ťoupalík     |
| 2023 | Mathias Vacek     | Pavel Bittner     | Šimon Vaníček     |
| 2024 | Tomáš Přidal      | Michael Kukrle    | Vojtěch Kmínek    |
| 2025 | Mathias Vacek     | Matyáš Kopecký    | Tomáš Přidal      |

## Ženy
| Rok  | Zlato             | Stříbro           | Bronz               |
| 1993 | Julie Pekárková   | Šárka Víchová     | Renata Holová       |
| 1994 | Lenka Těšíková    | Karla Polívková   | Julie Pekárková     |
| 1995 | Šárka Víchová     | Karla Polívková   | Julie Pekárková     |
| 1996 | Julie Pekárková   | Šárka Víchová     | Blanka Navrátilová  |
| 1997 | Miluše Flašková   | Šárka Víchová     | Kristina Obručová   |
| 2000 | Lada Kozlíková    | Ilona Bublová     | Karla Polívková     |
| 2001 | Lada Kozlíková    | Karla Polívková   | Ilona Bublová       |
| 2002 | Julie Pekárková   | Zdenka Havlíková  | Kristina Obručová   |
| 2003 | Ilona Bublová     | Julie Pekárková   | Jana Kábrtová       |
| 2004 | Martina Růžičková | Barbora Bohatá    | Pavla Havlíková     |
| 2005 | Lada Kozlíková    |                   |                     |
| 2006 | Lada Kozlíková    | Pavla Havlíková   | Martina Růžičková   |
| 2007 | Martina Růžičková | Jarmila Machačová | Pavla Havlíková     |
| 2008 | Martina Růžičková | Jarmila Machačová | Dana Fialová        |
| 2009 | Tereza Huříková   | Martina Růžičková | Jarmila Machačová   |
| 2010 | Martina Sáblíková | Martina Růžičková | Lada Kozlíková      |
| 2011 | Martina Sáblíková | Martina Růžičková | Jarmila Machačová   |
| 2012 | Pavlína Šulcová   | Martina Růžičková | Martina Sáblíková   |
| 2013 | Martina Sáblíková | Pavlína Šulcová   | Pavla Havlikova     |
| 2014 | Martina Sáblíková | Anežka Drahotová  | Pavlína Šulcová     |
| 2015 | Martina Sáblíková | Zuzana Neckářová  | Barbora Průdková    |
| 2016 | Martina Sáblíková | Barbora Průdková  | Martina Mikulášková |
| 2017 | Nikola Nosková    | Lucie Hochmann    | Jarmila Machačová   |
| 2018 | Jarmila Machačová | Nikola Nosková    | Melissa van Necková |
| 2019 | Tereza Neumanová  | Nikola Bajgerová  | Jarmila Machačová   |
| 2020 | Jarmila Machačová | Tereza Neumanová  | Nikola Bajgerová    |
| 2021 | Tereza Neumanová  | Nikola Bajgerová  | Nikola Nosková      |
| 2022 | Tereza Neumanová  | Nikola Bajgerová  | Kristýna Zemanová   |
| 2023 | Jarmila Machačová | Kristýna Burlová  | Nikola Bajgerová    |
| 2024 | Barbora Němcová   | Nikola Bajgerová  | Julia Kopecký       |
| 2025 | Kristýna Burlová  | Julia Kopecký     | Kristýna Zemanová   |